# Kirchliches Auslandsseminar
Das Kirchliche Auslandsseminar, ursprünglich Diasporaseminar genannt, war die Ausbildungsstätte der Evangelischen Kirche der altpreußischen Union für deutsche Auslandspfarrer von 1911 bis 1938.

## Geschichte
Anfang 1911 beschloss die Evangelische Landeskirche der älteren Provinzen Preußens, für die deutschsprachigen Kirchgemeinden am Río de la Plata in Südbrasilien (Rio Grande do Sul, Santa Catarina) ein eigenes Theologisches Seminar zu schaffen. Um 1900 wanderten jährlich über 1000 Deutsche nach Brasilien aus.
Das erste Seminar befand sich als „Evangelisches Diasporaseminar“ in Soest, Paulistraße 15. Männer mit Primareife konnten hier ein Theologiestudium absolvieren. Das Examen nahm der Evangelische Oberkirchenrat ab. Daran schloss sich ein Vikariat von einem Jahr im Einsatzland an.
Erster Direktor des Seminars war Johannes Hymmen. Mit Beginn des Ersten Weltkrieges wurden die Kandidaten zum Kriegsdienst eingezogen und das Seminar wurde geschlossen. 1919 wurde vergeblich eine Wiederaufnahme des Lehrbetriebs versucht.
1920 verlegte der Oberkirchenrat das Seminar in das Martineum in Witten an der Ruhr, wo August Krieg die Leitung übernahm. Ruhrbesetzung und Inflation behinderten auch hier den Lehrbetrieb, so dass das Seminar in den ländlichen Raum verlegt werden sollte. 1923 war das kurz zuvor gegründete Predigerseminar im Johannesstift Berlin-Spandau nach Stettin-Kückenmühle verlegt worden. 1924 ging das Diasporaseminar ebenfalls nach Stettin-Kückenmühle.
In der Zwischenzeit waren auch Universitätstheologen als Pfarrer nach Südamerika gegangen, so dass es zu Auseinandersetzungen kam, welche Ausbildung angemessen und erforderlich sei. Daraufhin entschied der Evangelische Oberkirchenrat (EOK) eine stärkere Angleichung der Ausbildung an das Universitätsstudium. 1930 wurde das Seminar nach Ilsenburg im Harz verlegt. Das Schloss, das sich in die alte Benediktinerklosteranlage einfügt, das Kloster, der Klosterpark und  der Marienhof im Ort wurden dafür gepachtet.
Neuer Direktor wurde ab Mai 1933 Hermann Schlingensiepen. Das Kirchliche Auslandsseminar unterstand dem Außenamt der Deutschen Evangelischen Kirche. Da Schlingensiepen und die Mehrheit des Kirchlichen Auslandsseminars den Weg der Reichskirche und auch des Auslandsbischofs Theodor Heckel ablehnten, wurde das Seminar Ende 1934 der Leitung der Bekennenden Kirche unterstellt. Daraufhin wurde Schlingensiepen vom nationalsozialistischen Staat die Hochschullehrbefugnis entzogen. Es kam zu einer Brandstiftung im Arbeitszimmer des Direktors im Ilsenburger Schloss. Der EOK untersagt im August 1935 die Neuaufnahme von Studenten. Im November wurde das Seminar aus der Deutschen Hochschulliste gestrichen. Zugleich untergrub der EOK die Arbeit des Seminars. So wurde 1936 im Schloss ein Erholungsheim für kirchliche Mitarbeiter eingerichtet, und es wurden Stipendien für Auslandspfarrer an den Universitäten ausgeschrieben. Im September 1936 ließ der EOK Schilder an den Ilsenburger Gebäuden anbringen, auf denen u. a. zu lesen war: „Das Seminar ist geschlossen. Betreten der Räume ist nur mit besonderer Genehmigung zulässig. Finanzabteilung des Evangelischen Oberkirchenrat“. Zugleich erhielten die Studenten Schreiben, in denen ihnen Hilfe beim Wechsel der Ausbildungsstätte zugesagt wurde, falls sie sich dem Kirchlichen Außenamt unterwerfen würden. Diesem Ansinnen widersprach eine Vielzahl der Studenten, so dass das Seminar ab Oktober 1936 illegal weiterarbeitete. Die Lehrtätigkeit fand nun konspirativ an verschiedenen Orten statt, u. a. bei Otto Illies in Wernigerode, in Seehausen, in Langenweddingen oder in Halle/Saale. Auch die Examina mussten nun geheim abgehalten werden. Schlingensiepen wurde wegen Teilnahme an solch einer Prüfung inhaftiert. Die letzte Prüfungen fand im Sommer 1939 statt.
Nach dem Zweiten Weltkrieg fand die Ausbildung der evangelischen Pfarrer für deutsche Gemeinden in Südamerika notdürftig am Proseminar in São Leopoldo statt. Dann wurde die theologische Fakultät an der Universität zu São Leopoldo (Universidade do Vale do Rio dos Sinos) gegründet.
Bis in die 1950er Jahre wurden auch einige brasilianische Pfarrer am Missions- und Diasporaseminar Neuendettelsau ausgebildet.

## Lehrer und Schüler (alphabetisch)

### Lehrer
- Friedrich Buschtöns (1895–1962) von 1924 bis 1928
- Max Dedekind von 1920 bis 1924 (?)
- Ludwig Doormann (1901–1992), Kantor in Göttingen[4] von 1930 bis 1936 (Kirchenmusik)
- Gerhard Gloege (1901–1970) von 1930 bis 1933
- Johannes Hymmen (1878–1951) von 1911 bis 1920 (Alle Fächer)
- Hermann Lechler (aus Brasilien kommend) von 1930 bis 1936 (Kirchengeschichte, Brasilianische Landeskunde, Portugiesisch)
- Ernst Schlieper (später Dozent an der Fakultät in von São Leopoldo) 1933 bis 36
- Hermann Schlingensiepen von 1933 bis 1938 (Neues Testament, Dogmatik, Ethik)
- Thiele (Philosophie, Griechisch)

Adjunkte während der illegalen Zeit
- Friedrich Busch (1909–1944) von 1933 bis 1938 (Altes Testament, Hebräisch, Bibelkunde)
- Johannes Hamel (1911–2002) von 1936 bis 1938

Die Examen wurden durch Beauftragte der Kirchenleitung abgenommen. Zu den Prüfern gehörten u. a. Fritz Müller aus Dahlem und Heinrich Albertz.

### Schüler während der Zeit des Kirchenkampfes
Edmund Asshauer, Otto Beutelmann (aus  Stanislau), Heinrich Buntrock, Wilhelm Daum (aus Stanislau), Fritz Eisele, Bernhard Ernst (aus Stanislau), Rudolf Franz, Rudolf Friese, Siegfried Hartmann, Adolf Kaden, Hans Kieckbusch, Adalbert Knees, Reinhold Meyer, Ernst Mittelmann, Karl Ossenkop (Senior), Ernst Quack, Bernhard Römisch, Philipp Rücker (aus Stanislau), Friedrich Sander, Karl Peter Steglich, Edwin Wilm, Waldemar Ziegler

## Bibliothek
Die Ilsenburger Seminarsbibliothek umfasste circa 14.000 Bände. Ein Großteil der Bibliothek wurde 1985 in die Bibliothek des Predigerseminars zu Wittenberg integriert.

## Nachweise
1. ↑  Auf der Sitzung des Altpreußischen Bruderrates am 26. September 1935 werden die finanziellen Risiken des weiteren Seminarbetriebs vom Bruderrat übernommen. Vgl. Wilhelm Niemöller: Die Synode zu Steglitz, Göttingen 1997, S. 137
2. ↑  Friedrich Sander Das Kirchliche Auslandsseminar in: Ferdinand Schlingensiepen (Hg.) Theologisches Studium im Dritten Reich, Düsseldorf 1998, 9-76, 51
3. ↑  Die Prüfungsunterlagen liegen zum Teil im Archiv der Evangelischen Kirche im Rheinland, Bestand Schlingensiepen. Eine Dokumentation der Untergrundarbeit ist in der Internet-Ausstellung Evangelischer Widerstand zu finden.
4. ↑   Ludwig Doormann Ein Leben für die Kirchenmusik, Göttingen 1988